# Manteca (Verenigde Staten)
Manteca is een plaats (city) in de Amerikaanse staat Californië, en valt bestuurlijk gezien onder San Joaquin County.

## Demografie
Bij de volkstelling in 2000 werd het aantal inwoners vastgesteld op 49.258.
In 2006 is het aantal inwoners door het United States Census Bureau geschat op 63.709, een stijging van 14451 (29,3%).

## Geografie
Volgens het United States Census Bureau beslaat de plaats een oppervlakte van
41,2 km², geheel bestaande uit land. Manteca ligt op ongeveer 14 m boven zeeniveau.

## Plaatsen in de nabije omgeving
De onderstaande figuur toont nabijgelegen plaatsen in een straal van 16 km rond Manteca.

## Geboren
- Marliece Andrada (1972), model en actrice
- Scott Speed (1983), Formule 1-coureur